# بطولة أمريكا الجنوبية لألعاب القوى 1929
بطولة أمريكا الجنوبية لألعاب القوى 1929 هي النسخة الـ 6 من بطولة أمريكا الجنوبية لألعاب القوى. أقيمت في ليما ببيرو. تصدرت الأرجنتين جدول الميداليات برصيد 35 ميدالية منها 13 ذهبية.

## جدول الميداليات
| الترتيب | منتخب     | ذهبية | فضية | برونزية | المجموع |
| ------- | --------- | ----- | ---- | ------- | ------- |
| 1       | الأرجنتين | 13    | 12   | 10      | 35      |
| 2       | تشيلي     | 9     | 9    | 9       | 27      |
| 3       | بيرو      | 1     | 1    | 2       | 4       |